# Fundación Peter y Patricia Gruber

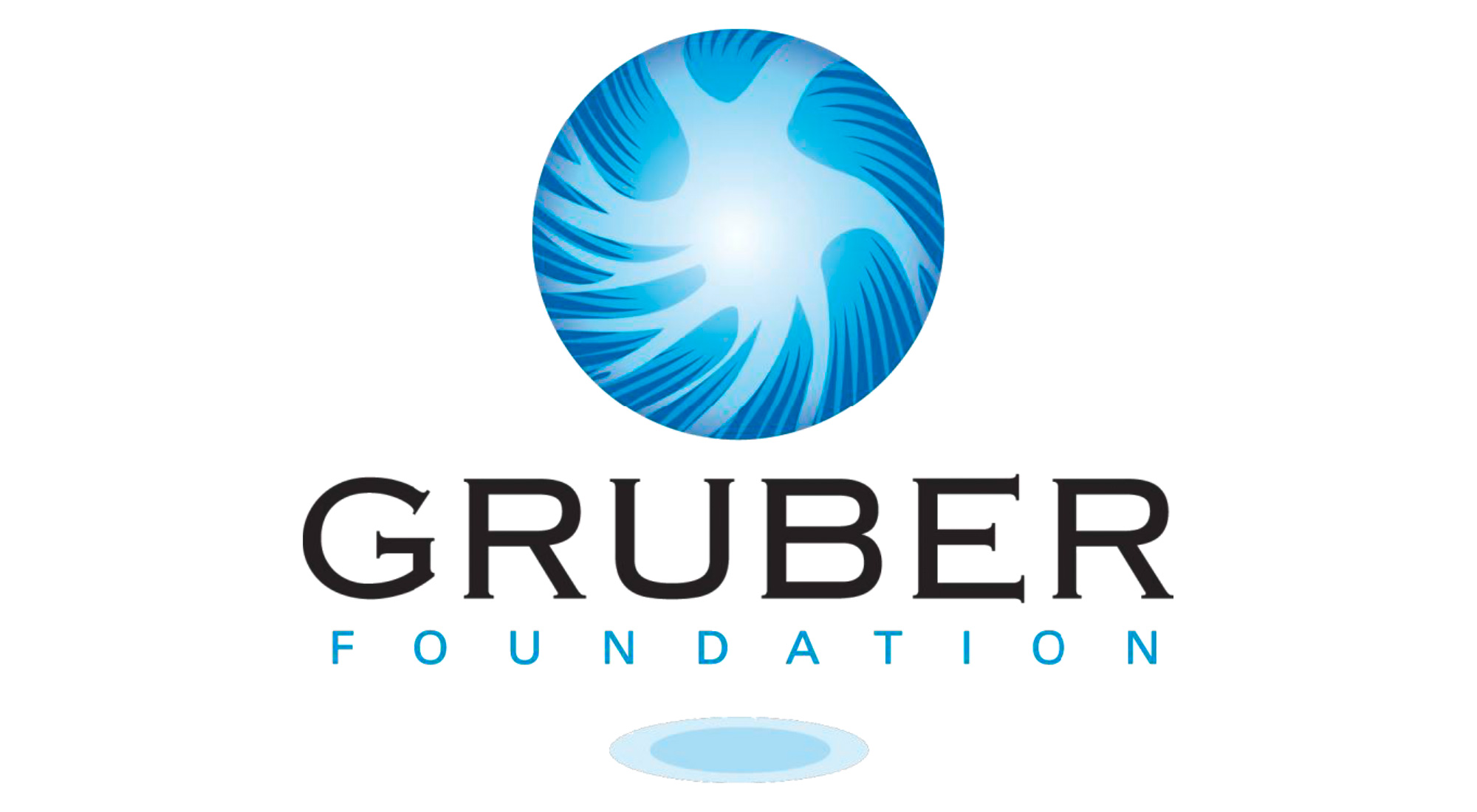
Logo de la Fundación Gruber

La Fundación Gruber es una fundación filantrópica establecida por Peter y Patricia Gruber, y tiene su sede en la Universidad de Yale en New Haven, Connecticut. Su misión es honrar y fomentar la excelencia en los campos de la cosmología, la genética, la neurociencia, la justicia y los derechos de las mujeres, lo que engloba tres importantes iniciativas programáticas: los Premios Gruber y los Premios a Jóvenes Científicos; el Programa de Becas Gruber en Ciencias; y el Programa Gruber de Justicia Global y Derechos de las Mujeres en la Facultad de Derecho de Yale.

## Actividades
La fundación tiene dos actividades principales. El Premio Internacional Programa otorga cinco premios Gruber anuales:
- Premio Gruber de Cosmología otorgado por primera vez en 2000.
- Premio Gruber en Genética otorgado por primera vez en 2001.
- Premio Gruber en Neurociencias otorgado por primera vez en 2004.
- Premio Gruber de Justicia otorgado por primera vez en 2001.
- Premio Gruber a los Derechos de las Mujeres otorgado por primera vez en 2003.

Los premios, que se otorgan a destacados científicos, sociólogos y juristas en estas materias, proporcionan una medalla de oro y un premio en efectivo de 500.000 dólares americanos. Estos premios se otorgan con el copatrocinio de importantes organizaciones científicas.
También hay premios para los científicos que inician su carrera: Becas de la Unión Astronómica Internacional, Becas de la Sociedad para la Neurociencia, el Premio Investigador Joven Rosalind Franklin entregado a una genetista joven otorgado en cooperación con la Sociedad de Genética de América y la Sociedad Americana de Genética Humana, y el Premio Peter y Patricia Gruber del Instituto de Ciencia Weizmann en Rehovot, Israel, para los científicos de aquel país.
La otra esfera principal de actividad es el desarrollo de servicios educativos, culturales y sociales en las Islas Vírgenes. Esto incluye un concurso de ensayos titulado "Leyes de la Vida" que se realiza en las cuatro escuelas secundarias en las Islas.